# Mark Reale
Mark Reale (Nueva York, Estados Unidos, 7 de junio de 1955-San Antonio, Texas, Estados Unidos, 25 de enero de 2012) fue un músico y compositor estadounidense, conocido por ser el guitarrista y líder de la banda de heavy metal Riot,  siendo el único miembro original vigente en la misma hasta su muerte.

## Biografía

### Primeros días
Reale nació en el distrito de Brooklyn, Nueva York, E.U.A., el 7 de junio de 1955.  Sus padres fueron Anthony y Francis Reale. Desde joven escuchó a grupos y músicos como The Beatles, Eric Clapton, Gary Moore y Ritchie Blackmore.

### Carrera musical
En 1975, Mark decidió formar una banda, que a la postre llevaría por nombre Riot. Dicha agrupación se conformaba, además de Reale, por el vocalista Guy Speranza, el guitarrista Lou A. Kouvaris, el bajista Jimmy Iommi y el batería Peter Bitelli. Dos años después de su fundación, Riot lanzó su álbum debut: Rock City. En 1979, Narita salió al mercado, seguido de Fire Down Under en 1981.
Con Rhett Forrester en la voz, Reale y Riot publicaron dos álbumes más: Restless Breed y Born in America, en 1982 y 1984 respectivamente. Un año más tarde del lanzamiento de Born in America, Mark anunció la separación indefinida del grupo. Reale realizó su propio proyecto musical bajo el título de Narita.
Después de un año de inactividad, Riot volvió a los escenarios, siendo Reale el encargado de alinear una nueva formación, conformada por Tony Moore, Don Van Stavern y Bobby Jarzombek. En 1988 se publicó Thundersteel, uno de los discos más exitosos de la banda. Dos años más tarde lanzaron The Privilege of Power.
Con el paso de los años, Riot publicó varios discos de estudio. Sin embargo, sufrió en el proceso diversos y constantes cambios de alineaciones, siendo Reale el único miembro original de la agrupación.
Un proyecto alternativo salió a la luz en 1999; Reale, junto al cantante Tony Harnell de la banda noruega de glam metal TNT formaron el grupo Westworld.  Con dicha banda Reale grabó tres álbumes de estudio así como un directo.

### Enfermedad y muerte
Reale, quién padecía la enfermedad de Crohn, fue inducido a un coma el 11 de enero de 2012 por una hemorragia subaracnoidea.  Mark Reale murió debido a las complicaciones de su padecimiento el 25 de enero de 2012 en un hospital de la ciudad de San Antonio, Texas, EE. UU.

## Discografía

### Con Riot

#### Álbumes de estudio
- 1977: Rock City
- 1979: Narita
- 1981: Fire Down Under
- 1982: Restless Breed
- 1984: Born in America
- 1988: Thundersteel
- 1990: The Privilege of Power
- 1993: Nightbreaker
- 1996: The Brethren of the Long House
- 1998: Inishmore
- 1999: Sons of Society
- 2002: Army of One
- 2011: Immortal Soul

### Con Westworld
- 1999: Westworld
- 2000: Skin
- 2001: Live... In the Flesh
- 2002: Cyberdreams